# James Vaughan
James Oliver Vaughan (sinh ngày 14 tháng 7 Năm 1988 ở Birmingham) là một cầu thủ bóng đá người Anh, hiện đang chơi cho CLB Everton. Anh chơi ở vị trí tiền đạo và là tuyển thủ của U21-Anh. Anh cũng từng đoạt danh hiệu cầu thủ ghi bàn trẻ nhất của giải ngoại hạng Anh.

## Sự nghiệp câu lạc bộ

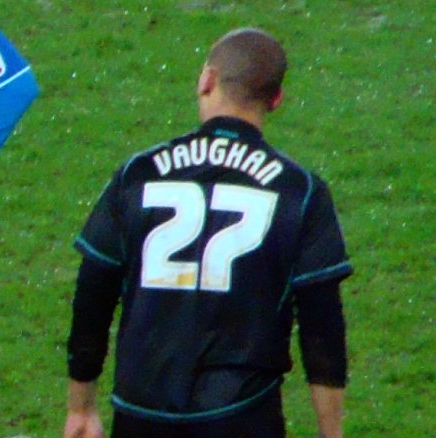
Vaughan trong màu áo CLB Leicester City.

Vaughan đi học tại một ngôi trường ở Wolverhampton và được phát hiện tài năng bởi người do thám của Everton trong khi đang chơi bóng tại khu vực Preston. Vaughan cũng là một tài năng trẻ về chạy nước rút, anh từng chạy 100 mét trong 11,5 giây năm 13 tuổi, thời gian chạy nhanh nhất xếp thứ ba tại Anh với lứa tuổi của James . Anh gia nhập Học viện bóng đá ở Everton và đã được bình chọn bởi các đồng đội đồng đội là Cầu thủ dưới-16 tuổi xuất sắc nhất mùa giải 2003-04.
Vaughan đã ghi một số bàn thắng quan trọng cho đội dự bị của Everton mùa giải 2004-05. Phút 73 của trận đấu, anh vào sân từ băng ghế dự bị trong trận đấu giữa Eveton với Crystal Palace vào ngày 10 tháng 04 năm 2005, và điều đó giúp Vaughan lập được kỉ lục Cầu thủ trẻ nhất của Everton, vượt qua kỷ lục trước đó được thực hiện bởi Joe Royle cách đó 11 ngày. Kỷ lục này kể từ đó đã bị phá vỡ bởi Jose Baxter. Phút 84 anh ghi được một bàn thắng và nó giúp anh không những lập được kỉ lục Cầu thủ ghi bàn trẻ nhất của Everton, vượt qua Wayne Rooney, mà còn vượt qua cả James Milner để trở thành Cầu thủ ghi bàn trẻ nhất của Premiership.
Vaughan đã ký hợp đồng chuyên nghiệp đầu tiên của mình trong mùa hè năm 2005 với thời hạn hai năm. Đầu mùa giải 2005-06, anh dính phải một chấn thương dây chằng đầu gối trong khi đang thi đấu cho tuyển U18 Anh. Một loạt các biến chứng từ chấn thương đó khiến anh ngồi ngoài trong phần còn lại của mùa giải và anh đã không có cơ hội để thể hiện mình xứng đáng có mặt thường xuyên trong đội hình chính của Everton.
Anh đã ghi bàn thắng thứ 2 tại giải đấu của mình ở phút 93 trong trận thắng 2-0 trước West Ham. Vaughan, mặc dù bị đứt động mạch chân trong trận đấu với Bolton Wanderers, nhưng vẫn vào sân trong trận đấu cuối cùng của mùa giải và thắng Chelsea ngay tại sân Stamford Bridge của đối thủ. Vào cuối mùa giải 2006-07, Vaughan gia hạn hợp đồng với Everton cho đến mùa hè năm 2011. Anh được Evertonfc.com trao giải Cầu thủ trẻ xuất sắc nhất mùa giải, tại một lễ trao giải tổ chức tại St George's Hall.
Ngày 18 tháng 07 năm 2007, trong một trận đấu giao hữu trước mùa giải, Vaughan bị trật khớp vai sau một pha tranh chấp vô thưởng vô phạt với hậu vệ của Preston North End Youl Mawene. Anh ấy đã ngồi ngoài trong ba tháng trước khi trở lại vào cuối tháng mười trong trận đấu với Birmingham, trong đó anh đã vào sân thay người trong 10 phút cuối. Anh đã ghi được một bàn và đảm bảo tỉ số thắng 3-1 cho Everton. Vaughan tiếp tục ghi bàn thắng trong chiến thắng 3-2 của Everton trước AZ Alkmaar, đội bóng có kỷ lục 32 năm không bao giờ bị đánh bại ở sân nhà ở Giải đấu châu Âu.
Sau mười chín tháng dưỡng thương, James Vaughan đã trở về ngày 19 tháng 04 trong trận đấu với Manchester United ở trận bán kết Cúp FA trong giai đoạn đầu tiên của thời gian bù giờ và ghi bàn thắng từ quả đá phạt trong loạt sút penalty, sau đó Everton giành chiến thắng 4-2. Anh đã vào chơi ở chung kết FA Cup năm 2009, khi vào sân thay người ở hiệp hai.
Trong tháng 09 năm 2009, Vaughan gia nhập câu lạc bộ ở Giải Hạng Nhất Derby County với một hợp đồng cho mượn trong vòng ba tháng. Tuy nhiên sau đó anh đã được gọi về để phẫu thuật cho một vết nứt nhỏ trong sụn của anh, mặc dù Derby báo hiệu ý định của họ là phải chấm dứt hợp đồng cho mượn vào tháng Giêng, nhưng anh đã khỏe lại để tiếp tục cống hiến cho CLB. Vaughan sau đó đã ghi bàn thắng đầu tiên của anh kể từ khi anh trở lại từ chấn thương trước Burnley.
Ngày 11 tháng 03 năm 2010 Vaughan đã tham gia Leicester City với một thỏa thuận mượn cầu thủ cho đến cuối mùa giải. Ngày 17 Tháng 04 năm 2010, Vaughan ghi bàn thắng đầu tiên cho Leicester sau khi vào thay người trong trận đấu với Watford. Anh trở lại Everton vào cuối mùa giải với một bản báo cáo là 1 triệu bảng Anh để trở lại Leicester vào mùa hè.

## Sự nghiệp quốc tế
Sau khi trở về từ một chấn thương trong năm 2006, Vaughan đã được gọi vào đội tuyển U19 Anh.
Trong trận đấu ở cấp U19 gặp Thụy Sĩ, Vaughan đã vào sân thay người ở hiệp thi đấu thứ hai và ghi một bàn thắng phút 90 giúp U19 Anh thắng 3-2.
Vào cuối mùa giải 2006-07, Vaughan đã có tên trong đội hình 23-cầu thủ của Stuart Pearce để cùng U-21 Anh thi đấu Giải vô địch châu Âu cấp U-21. Lần xuất hiện đầu tiên của anh là một sự thay người trong trận hòa 2-2 với U-21 Ý vào ngày 14 tháng 06.

## Thống kê
| CLB             | Mùa giải | Giải            | Giải quốc nội | Giải quốc nội | FA Cup | FA Cup | Cúp Liên đoàn | Cúp Liên đoàn | Châu Âu | Châu Âu | Khác | Khác | Tổng cộng | Tổng cộng |
| CLB             | Mùa giải | Giải            | Trận          | Bàn           | Trận   | Bàn    | Trận          | Bàn           | Trận    | Bàn     | Trận | Bàn  | Trận      | Bàn       |
| --------------- | -------- | --------------- | ------------- | ------------- | ------ | ------ | ------------- | ------------- | ------- | ------- | ---- | ---- | --------- | --------- |
| →Leicester City | 2009–10  | Giải Hạng Nhất  | 8             | 1             | 0      | 0      | 0             | 0             | 0       | 0       | 0    | 0    | 5         | 1         |
| →Derby County   | 2009–10  | Giải Hạng Nhất  | 2             | 0             | 0      | 0      | 0             | 0             | 0       | 0       | 0    | 0    | 2         | 0         |
| Everton         | 2009–10  | Giải Ngoại Hạng | 8             | 1             | 2      | 1      | 0             | 0             | 1       | 0       | 0    | 0    | 11        | 2         |
| Everton         | 2008–09  | Giải Ngoại Hạng | 13            | 1             | 0      | 0      | 1             | 0             | 1       | 0       | 0    | 0    | 15        | 0         |
| Everton         | 2007–08  | Giải Ngoại Hạng | 8             | 1             | 1      | 0      | 2             | 0             | 2       | 1       | 0    | 0    | 13        | 2         |
| Everton         | 2006–07  | Giải Ngoại Hạng | 14            | 4             | 1      | 0      | 0             | 0             | 0       | 0       | 0    | 0    | 15        | 4         |
| Everton         | 2005–06  | Giải Ngoại Hạng | 1             | 0             | 0      | 0      | 0             | 0             | 0       | 0       | 0    | 0    | 1         | 0         |
| Everton         | 2004–05  | Giải Ngoại Hạng | 2             | 1             | 0      | 0      | 0             | 0             | 0       | 0       | 0    | 0    | 2         | 1         |
| Tổng cộng       |          |                 | 53            | 8             | 4      | 1      | 3             | 0             | 4       | 1       | 0    | 0    | 64        | 10        |